# Two for the Road (Lost)
"Two for the Road" er det 44. afsnit af tv-serien Lost. Episoden blev instrueret af Paul Edwards og skrevet af Elizabeth Sarnoff & Christina M. Kim. Det blev første gang udsendt 3. maj 2006, og karakteren Ana Lucia Cortez vises i afsnittets flashbacks.

## Handling
Jack og Kate vender tilbage med udmattede Michael tilbage til lejren med nyheder om de andre. Imens prøver Ana Lucia at få fangen til at tilstå, og Hurley planlægger en overraskelsesdate med Libby.